# Carl William Klawitter
Carl William Klawitter (* 15. Dezember 1856 in Danzig; † 4. Januar 1929 in Berlin) war ein deutscher Werft-Unternehmer, der auch als Präsident der Danziger Handelskammer und Vertreter Danzigs beim Völkerbund hervortrat.

## Leben
Carl William Klawitter wurde 1856 als Sohn des Schiffsbaumeisters und Werftbesitzers Julius Wilhelm Klawitter in Danzig geboren. Er gehörte damit zu einer Familie, deren männliche Mitglieder als Kaufleute und Schiffbauer fest mit der hansischen Tradition Danzigs und mit der Tradition der deutschen, insbesondere der preußischen Handels- und Kriegsschifffahrt, verbunden waren. So wurde auf der Klawitter-Werft das erste Trockendock Preußens gebaut und in Betrieb genommen, ebenso hatte eines der ersten preußischen Kriegsschiffe, die Radkorvette „Danzig“, dort ihren Ursprung.
Nach dem Besuch der Petrischule in Danzig studierte er ab 1875 Geschichte, Nationalökonomie und neue Sprachen an der Kaiser-Wilhelm-Universität Straßburg, der Universität Leipzig, der Friedrich-Wilhelms-Universität Berlin und der Universität Greifswald. In Leipzig trat er 1876 der Leipziger Burschenschaft Dresdensia bei. 1925 wurde er Ehrenmitglied der Greifswalder Burschenschaft Rugia und 1927 der Bonner Burschenschaft Frankonia.
In Greifswald bestand Klawitter 1881 das Staatsexamen für den höheren Schuldienst. Danach absolvierte er einige Monate ein französisches Sprachstudium in Genf und trat für kurze Zeit eine Hilfslehrerstelle am Städtischen Gymnasium in Danzig an. 1882 trat er in das 1827 von seinem Großvater gegründete, seit 1863 von seinem Vater geleitete Familienunternehmen ein, die Schiffswerft J. W. Klawitter. Ab 1882 absolvierte er eine Ausbildung bei der Howaldt-Werft in Kiel und übernahm 1885 die Leitung des Familienunternehmens. Unter Klawitters Leitung wurde das Unternehmen zur Maschinenfabrik und in einen modernen, kaufmännisch organisierten und Kosten kontrollierenden Industriebetrieb umgestaltet. Es entstanden auf einem weitläufigen Gelände in Danzig-Strohteich eine Eisengießerei (1886/1887), eine Fabrik für Schiffsmaschinen (1890) und eine Kesselschmiede (1890). Das Unternehmen zählte um 1900 zu den bedeutendsten deutschen Schiffsbauunternehmen.
Klawitter wurde 1905 Vorsteher der Danziger Kaufmannschaft, 1920 Vizepräsident und bald darauf Präsident der Handelskammer Danzig. Politisch engagierte er sich vor allem gegen die Abtrennung Danzigs vom Deutschen Reich und die Umgestaltung zur Freien Stadt Danzig durch den Versailler Vertrag. Für die DNVP wurde er 1920 in den Danziger Staatsrat berufen. Klawitter gilt als einer der bedeutendsten Vorkämpfer des Deutschtums im Osten. Sein Bruder und Mitinhaber der Werft, Fritz Klawitter war von 1927 bis 1930 für die DNVP Mitglied des Volkstags, des Danziger Landtags. 1925 wurde er zum Senator der Deutschen Akademie in München ernannt, 1926 verlieh ihm die Technische Hochschule Danzig ihre Ehrendoktorwürde (als Dr.-Ing. E. h.).
Am 4. Januar 1929 starb Klawitter nach einer erfolglosen Gallenstein-Operation durch Ferdinand Sauerbruch in Berlin. Die Beisetzung fand auf dem Friedhof in Danzig statt.

## Auszeichnungen
- Danziger Kreuz 1. Klasse

## Familie
Klawitter hatte acht Kinder, sechs Töchter und zwei Söhne, Justus (1894–1979) und Horst Ernst Julius (1897–1983), die ihm als Geschäftsführer des Familienbetriebs nachfolgten.

## Vereins- und Verbandszugehörigkeiten
- Mitglied des Danziger Hafenausschusses und des Finanzrats
- Aufsichtsratsvorsitzender im Siemens-Konzern und der Bank von Danzig
- Ehrenvorstandsmitglied im Verband der Metallindustriellen des Ostens
- Mitglied des Landeshauptvorstands der Deutschnationalen Volkspartei
- Mitglied im Stahlhelm-Bund
- Vertreter Danzigs beim Völkerbund

## Schriften
- Beitrag zur Geschichte des Schiffbaus, des Hafens und der Schiffahrt von Danzig. (Festschrift zum 70. Geburtstag) 1869.
- Die Zukunft Danzigs als Handels- und Industriestadt. 1925.